# Hansgerd Göckenjan
Hansgerd Göckenjan (* 31. August 1938 in Gießen; † 26. November 2005) war ein Osteuropahistoriker und Zentralasienwissenschaftler am Osteuropa-Zentrum der Justus-Liebig-Universität Gießen. 2008 erschien ein Gedenkband mit einer Sammlung seiner Schriften.

## Werke
- Hilfsvölker und Grenzwächter im mittelalterlichen Ungarn. Wiesbaden, 1972, ISBN 978-3515007757
- Der Mongolensturm. Berichte von Augenzeugen und Zeitgenossen 1235-1250. Graz: Styria, 1985, ISBN 3-222-10902-8
- Hansgerd Göckenjan, István Zimonyi: Orientalische Berichte über die Völker Osteuropas und Zentralasiens im Mittelalter. Die Gayhani-Tradition (Ibn Rusta, Gardizi, Hudud al-'Alam, al-Bakri und al-Marwazi.) 2001, ISBN 978-3-447-04444-8
- Ungarn, Türken und Mongolen. Kleine Schriften von Hansgerd Göckenjan. 2008, ISBN 978-3-447-05628-1